# Tarbert
Tarbert (en irlandès Tairbeart o "porteig de barques") és un llogaret d'Irlanda, al nord del comtat de Kerry, a la província de Munster. Té boscos al sud i l'estuari del Shannon al nord. Es troba a la carretera de la costa N69 que corre al llarg de l'estuari del Limerick abans de girar cap a l'interior a Tarbert cap a Listowel.
L'illa de Tarbert està unida al continent per un curt istme, el lloc del portatge de barques que va donar el nom a l'illa i a la vila. Hi ha un servei de ferri de l'illa a la ciutat de Killimer, prop de Kilrush a Clare. Aquest servei, operat per Shannon Ferry, estableix un vincle entre la carretera N69 de Kerry i la carretera N68 a Clare.
A l'illa també hi ha un petit far i una planta elèctrica amb quatre turbines de gasoil i una capacitat de 640MW. Aquesta planta, inaugurada el 1969, va ser protagonista d'una forta explosió en 2003 que va matar dos treballadors i un altre va resultar greument ferit. La planta seria decomissada el 2010, amb la pèrdua de 130 llocs de treball. No obstant això, va ser comprada per l'elèctrica espanyola Endesa el gener de 2009 assegurant un màxim del 75% dels llocs de treball de la plantilla i el 25% restant recol·locats en l'ESB. El pla dels nous propietaris de convertir la planta a turbina de gas pel 2012, podria assegurar el futur de la planta en les pròximes dècades.